# Somatophylax
Somatophylax (in het Grieks: σωματοφύλαξ, letterlijk "lijf-wachter"; meervoud: somatophylakes) was een hoge officierstitel in het oude Macedonische leger. 
De somatophylakes, een elitekorps van zeven man (althans onder de regering van Alexander de Grote), vormden de persoonlijke lijfwacht van de Macedonische koningen en werden gekozen onder de Macedonische adel. Zij combineerden deze functie vaak met andere hoge officierstitels zoals strategos ("generaal") of chiliarchos". 
Alexander stelde uitzonderlijk Peucestas aan als zijn achtste somatophylax. Hieronder volgt de lijst van somatophylakes tijdens de regering van Alexander de Grote, de periode waarover wij het best zijn ingelicht:
- 336-334 : Arybas, Ptolemaeus, Lysimachus, Aristonous, Balacrus, Demetrius en Peithon.
- 333 : Arrhibas, Hephaestio, Lysimachus, Aristonus, Balacrus, Demetrius en Peithon.
- 332 : Arrhibas, Hephaestio, Lysimachus, Aristonus, Menes, Demetrius en Peithon.
- 331 : Leonnatus, Hephaestio, Lysimachus, Aristonus, Menes, Demetrius en Peithon.
- 330-329 : Perdiccas, Leonnatus, Hephaestio, Lysimachus, Aristonus, Demetrius en Peithon.
- 328-327 : Ptolemaeus, Perdiccas, Leonnatus, Hephaestio, Lysimachus, Aristonus en Peithon.
- 326-324 : Ptolemaeus, Perdiccas, Leonnatus, Hephaestio, Lysimachus, Aristonus, Peithon en Peucestas (uitzonderlijk acht!)
- 323 : Ptolemaeus, Perdiccas, Leonnatus, Lysimachus, Aristonus, Peithon en Peucestas